# Faithless (film)
Faithless is een Amerikaanse dramafilm uit 1932 onder regie van Harry Beaumont. Destijds werd de film in Nederland uitgebracht onder de titel Weeldekind.

## Verhaal
Carol Morgan is de verwende dochter van een New Yorkse bankier, die weigert te aanvaarden dat haar vader tijdens de Grote Depressie al zijn geld heeft verloren. Carol wil trouwen met de reclameman Bill Wade. Ze verbreekt de verloving, omdat ze gelooft dat ze nooit van het salaris van Bill zullen kunnen leven.

## Rolverdeling
| Acteur              | Personage        |
| ------------------- | ---------------- |
| Tallulah Bankhead   | Carol Morgan     |
| Robert Montgomery   | Bill Wade        |
| Hugh Herbert        | Peter M. Blainey |
| Maurice Murphy      | Tony Wade        |
| Louise Closser Hale | Huisbazin        |
| Anna Appel          | Huisbazin        |
| Lawrence Grant      | Mijnheer Ledyard |
| Henry Kolker        | Mijnheer Carter  |